# 太几
太几（?—?），嬴姓，是秦国的祖先，是秦國第一任君主秦非子的祖父，曾祖父恶来是纣王的大臣，被周武王所杀。所以太几名声不显，事迹不详。司馬遷. . .  [-61].:“恶来有子曰女防。女防生旁皋，旁皋生太几，太几生大骆，大骆生非子。
| 前任： 旁皋 | 秦国的祖先 | 繼任： 大駱 |